# روکش جلد

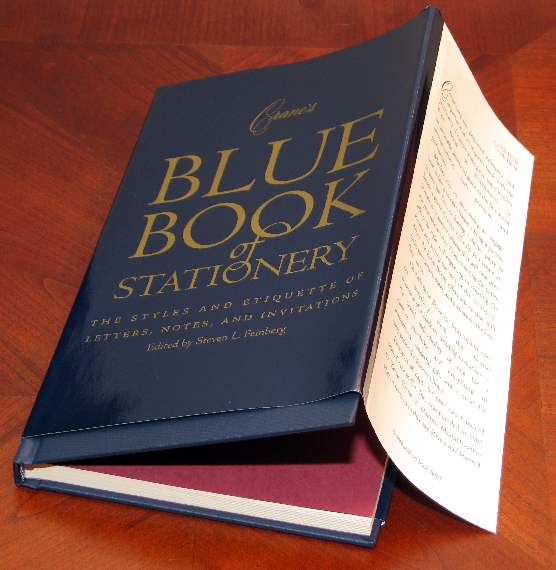
نمونه‌ای از یک کتاب با چاپ گالینگور و روکش جلد

به روکشی که بر روی جلد اصلی کتاب‌ها پیچیده شده روکش جلد گفته می‌شود.
روکش جلد معمولاً از جنس کاغذ، پارچه یا پلاستیک است و جداشونده و نگاره‌دار است.
روکش‌های پلاستیکی رنگی که در ساخت خود جلد هم به‌کار می‌روند گالینگور نام دارند.
به صورت معمول به روکش لاستیکی (پلیمری) که همراه با یک لایه کاغذ در صحافی کتاب یا سررسید به کار می‌رود بدین صورت که به صورت روکش روی یک لایه مقوای ضخیم در جلد کتاب استفاده می‌شود.